# 1813 w polityce

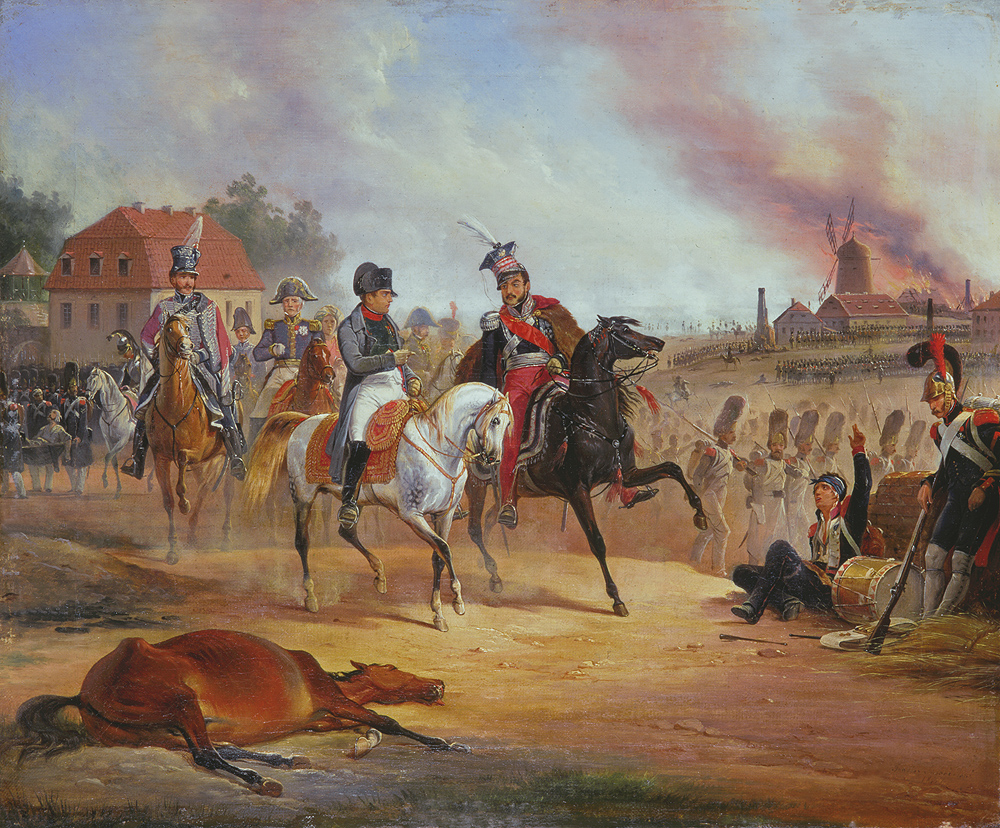
Napoleon I i książę Józef Poniatowski pod Lipskiem

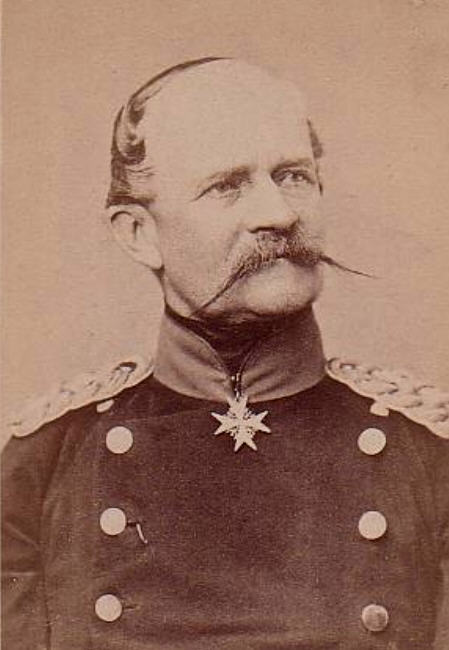
August Wirtemberski

Wydarzenia polityczne w 1813 roku.

## Wydarzenia
- 7 sierpnia – proces dekolonizacyjny Ameryki Południowej: patrioci wkraczają do Caracas, a ich przywódca Simon Bolivar uzyskuje tytuł Libertador[1].
- 16 października-19 października Bitwa pod Lipskiem[2][3]. Klęska wojsk francuskich. W bitwie ginie książę Józef Poniatowski[4].
- Arthur Wellesley, 1. książę Wellington został marszałkiem[5].

## Urodzili się
- 6 stycznia Hipolit Cegielski, polski przemysłowiec[6].
- 24 stycznia August Wirtemberski, pruski dowódca wojskowy[7].
- 30 sierpnia Matylda Karolina, księżniczka Bawarii[8].
- 7 września Emil Korytko, powstaniec listopadowy, działacz słoweńskiego odrodzenia narodowego[9].

## Zmarli
- 23 marca Augusta Fryderyka Hanowerska, księżniczka brytyjska[10].
- Stanisław Malczewski, pułkownik (zginął w bitwie pod Lipskiem)[11].
- 2 maja August Ferdynand Hohenzollern, generał pruski[12].
- 21 sierpnia Zofia Magdalena Oldenburg, królowa Szwecji[13].
- 9 grudnia Walenty Kwaśniewski, generał brygady w armii Księstwa Warszawskiego[14].
- Józef Mikołaj Radziwiłł, dostojnik szlachecki[15].